# Балашов, Константин Иванович
Константин Иванович Балашов — российский учёный, лауреат Ленинской премии.
Родился 27.06.1923 в д.Высокое (сейчас Шаховской район Московской области).
Участник войны, служил в РККА по мобилизации с 28.08.1941 по 1945 год, лейтенант.
Выпускник МИФИ 1950 года.
Работал в ЛИПАН и ИАЭ с 1950 г. до конца 1990-х гг. С 1952 зам. начальника сектора, затем заместитель начальника отдела. Специалист в области приборостроения.
Руководил группой, которая усовершенствовала первый советский микробарограф с мембранным ёмкостным преобразователем, разработанный Е. М. Каменевым с сотрудниками. Прибор улавливал инфразвуковую волну и был успешно применен  для регистрации ядерных взрывов США в 1954, 1956 и 1958 гг.
Кандидат технических наук.
Докладчик от СССР в июле 1958 г. в Женеве на Международной конференции экспертов по обнаружению ядерных взрывов.
Ленинская премия 1959 года (в составе коллектива: академик И. К. Кикоин (ИАЭ), К. И. Балашов (ИАЭ), С. А. Баранов (ИАЭ), В. И. Лебедев (МО), В. С. Обухов (ИАЭ), И. П. Пасечник (ИФЗ), Д. Л. Симоненко (ИАЭ), В. В. Сокольский (ИАЭ).) — за труд «Физические основы дальнего обнаружения ядерных взрывов».
Сочинения:
- О возможности получения йода-123 на ускорителе электронов "Факел" [Текст] / К. И. Балашов, В. С. Зенкевич, Н. В. Куренков. - М., 1997. - 14 с. : ил. - (Препринт / "Курчатовский ин-т",российский науч.центр(Москва) ; ИАЭ-6046/14).
- Кикоин И. К., Балашов К. И., Лазарев С. Д., Нейштадт Р. Е. Влияние магнитного поля на вязкое течение газа // И. К. Кикоин — Физика и Судьба. — 2008. — С. 233—235.
- Балашов К. И., Лобиков Е. А., Полевой Р. М., Сазыкин А. А. Дистанционная регистрация взрывов атомных и водородных бомб // Курчатовский институт. История атомного проекта. — Вып. 7. — М., 1996. — С. 51—66.

Автор воспоминаний:
- Балашов К. И., Устюменко А. И. Наш Кикоин // И. К. Кикоин — Физика и Судьба. — 2008. — С. 792—795.

Жена — Нина Николаевна Никольская.